# Cimetière de la Pie de Saint-Maur-des-Fossés
Le cimetière de la Pie est l'un des quatre cimetières municipaux de la ville de Saint-Maur-des-Fossés (Val-de-Marne) en banlieue parisienne. C'est le plus récent. Il se trouve boulevard du Général-Giraud.

## Histoire et description
Ce vaste cimetière ouvert à la fin des années 1920 est organisé en vingt-deux divisions et annexes séparées par des allées à angle droit. Aucune des tombes ne présente d'intérêt artistique. On remarque une copie moderne de la Pietà de Michel-Ange sur l'une des concessions. Il a été vandalisé en 2008.

## Personnalités inhumées
- Jane Chacun (née Jeanne Blanzat, épouse Balez, 1908-1980), « reine du musette »[2] ;
- Patrick Grandperret (1946-2019), réalisateur de cinéma ;
- Fernand Sastre (1932-1998), président de la Fédération française de football.